# Терезе Йогауг
Тере́се Юге́уг (норв. Therese Johaug; нар. 25 червня 1988) — норвезька лижниця, чотириразова олімпійська чемпіонка 2010 та 2022 років, 14-кратна чемпіонка світу, триразова володарка Кубка світу у загальному заліку. Спеціалізується на дистанційних видах. Чемпіонка Норвегії з легкої атлетики 2019 в бігу на 10 000 метрів. Модель дизайнер спортивного одягу.
Рекорди: 10 разів у особистих перегонах вигравала золоті медалі на чемпіонаті світу з лижних перегонів.
79 перемог у кубку світу з лижних перегонів, у особистих перегонах.
Посідає друге місце в історії чемпіонатів світу з лижних видів спорту за загальною кількістю нагород (19) та за кількістю нагород у особистих дисциплінах (14), поступаючись за обома показниками лише Маріт Бйорген. У кожній із сучасних дистанційних перегонів, а також естафеті на чемпіонатах світу Тереза перемагала щонайменше тричі.
Єдина у світі 8-кратна переможниця (за часом проходження дистанції) знаменитої гонки в гору Альпі Черміс на 9 кілометрів, що проводиться в рамках завершального етапу багатоденки «Тур де Скі».
Тересе пробилася в еліту лижного спорту, виборовши бронзову медаль чемпіонату світу 2007 в Саппоро на дистанції 30 км класичним стилем. Золоту олімпійську медаль і звання олімпійської чемпіонки вона здобула на Олімпіаді у Ванкувері в складі збірної Норвегії в естафеті.
Свою першу особисту олімпійську медаль, бронзову, Терезе виборола в гонці на 10 км класичним стилем на Сочинській Олімпіаді. Також у Сочі лижниця здобула срібну медаль в 30-кілометровій гонці з масовим стартом (вільний стиль).
У 2012 році удостоєна спеціальної нагороди Олімпійського комітету Норвегії Porsgrunds Porselænsfabriks, яка одного разу вручається жінкам за перемогу в 30-кілометровому марафоні в Осло; у 2013 році отримала «Медаль Холменколлена» за визначні досягнення в галузі лижного спорту/

## Спортивна кар'єра
Тересе починала зі спортивної гімнастики, але, ставши старшою, перейшла у лижні перегони. У підлітковому віці її кумирами були знамениті норвезькі лижниці Маріт Бьорген та Бенте Скарі.

## Ранні роки
Перший раз Югеуг з'явилася в гонках під егідою FIS у 26 листопада 2005 року в норвезькому Шушеєні в гонці на 10 кілометрів, де зайняла 5 місце. До 2007 року виступала у змаганнях другого ешелону, в яких показувала стабільний результат (не опускалася нижче 10-го місця), за що отримала виклик на Кубок світу у складі основної збірної Норвегії.

## Сезон 2006/07
Перший виступ Югеуг у Кубку світу відбувся 27 січня 2007 року в естонському Отепі в гонці на 10 кілометрів класичним стилем, де вона посіла 8-е місце. У рамках проведеного чемпіонату Норвегії цього ж року Тереза здобула бронзову та золоту медалі у 15-кілометровому скіатлоні та 30-кілометровому класичному марафоні відповідно, але справжній прорив 18-річна лижниця здійснила на чемпіонаті світу 2007 року в японському Саппоро. В аналогічному 30-кілометровому класичному марафоні вісімнадцятирічна Йогауг впевнено виграла бронзову медаль, пропустивши вперед лише фінську лижницю Вірпі Куйтунен та подругу за командою Крістін Стермер Стейру.
З юніорського чемпіонату світу в італійському «Тарвізіо Тереза» не поїхала без нагороди. У 10-кілометровому скіатлоні норвежка була третьою. Перший подіум у рамках Кубка світу Йогауг завоювала також у 2007 році. 24 березня у шведському Фалуні Тереза стала третьою у пасьюті.
У підсумковій таблиці результатів сезону лижниця зупинилася на 44-му місці з 92 очками.

## Сезон 2007/08
Результати Йогауг швидко зростали вгору. Потрапивши в естафету на другий етап на відкриття Кубка світу 2007/08 у норвезькому Бейтостолені, Йогауг здобула свою першу перемогу разом з Астрід Якобсен, Вібеке Скофтерюд та Маріт Бьорген. Аналогічна перемога прийшла через два тижні у швейцарському Давосі.
Цього сезону Йогауг провела свою першу багатоденку «Тур де Скі», де змогла протриматися до кінця і в умовах конкуренції посісти високе для себе 14-те місце. Виграла багатоденку того сезону шведська лижниця Шарлотта Калла, з якою Терезу часто порівнювали в пресі.
Юніорський чемпіонат світу в італійському Валь-Веності Йогауг виграла «в одну хвіртку», не беручи участі лише у спринті. Під кінець сезону на тлі втоми результати Терези трохи впали, проте це не завадило їй закріпитись в основному складі збірної.
У підсумковій таблиці результатів сезону лижниця зупинилася на 18-му місці із 403 очками.

## Сезон 2008/09
Сезон Кубка світу 2008/09 розпочався для Йогауг з перемоги в естафеті, а також двох третіх місць у французькому Ла Клюза в 15-кілометровому скіатлоні та естафеті в експериментальному складі: разом із Крістін Мерер Стемланд, Бетті-Енн Нільсен, Крістін Стермер Стейр.
У багатоденному турі «Тур де Скі» Йогауг почала з 26-го місця в пролозі, однак до кінця змогла піднятися на дев'яте підсумкове місце. Цього ж року вона вперше виграла гонку у гору Альпі Черміс на 9 кілометрів.
Друга частина сезону склалася для Йогауг не так вдало. З чемпіонату світу в чеському Ліберці медалей відвезти не вдалося (кращий результат: четверта в естафеті та марафоні), досить низькі результати були і в Кубку світу, однак у завершальній багатоденці у Фалуні Йогауг посіла друге місце.
У підсумковій таблиці результатів сезону лижниця зупинилася на 8 місці з 829 очками.

## Сезон 2009/10 та зимові Олімпійські ігри у Ванкувері
Тереза у січні 2010 року на Тур де Скі
Початок сезону Йогауг проводила із середніми результатами (єдиний подіум — друге місце в естафеті на відкриття сезону в Бейтостолені); не дійшла кінця багатоденки «Тур де Скі», однак показуючи стабільність і даючи привід тренерам бути впевненою в ній, відібралася на Олімпійські ігри у Ванкувері, де взяла участь у трьох перегонах. 21-річна лижниця стала олімпійською чемпіонкою у складі норвезької естафетної четвірки: разом із Вібеке Скофтерюд, Крістін Стермер Стейрою та Маріт Бйорген. В інших гонках лижниця зайняла шосте та сьоме місця.
Кінець сезону так само непогано склався для Терези: перше місце в естафеті в Лахті та третє в 10-кілометровому пасьюті у Фалуні.
У підсумковій таблиці результатів сезону лижниця зупинилася на 17-му місці з 372 очками.

## Сезон 2010/11
Сезон Кубка світу 2010/11 став справжнім зльотом у кар'єрі Йогауг. Тереза почала з 9-го місця в 10-кілометровій гонці у шведському Еліварі та зі звичною для себе перемоги в естафеті там же. Лижниця здобула перемогу на одному з етапів міні-багатоденки у фінському Куусамо.
На етапі Кубка світу в Давосі Йоuауг завоювала ще один подіум, а в Ла Клюза перемогу в естафеті.
«Тур де Скі» Тереза почала з низького двадцять другого місця в пролозі, проте завдяки своїм феноменальним можливостям та здібностям у гонці в гору вибралася на друге підсумкове місце, залишившись позаду Юстину Ковальчик, а за «чистим» часом знову стала першою з результатом 33 хвилини. 14,4 секунди. Цей результат досі вважається найкращим.
У другій частині сезону Йогауг регулярно потрапляла до трійки найкращих на етапах Кубка світу, проте деякі етапи до чемпіонату світу в Осло пропускала. В Осло стала дворазовою чемпіонкою світу в естафеті та коньковому марафоні, також взяла бронзову медаль у скіатлоні. Феноменальний відрив та фініш, які показала Йогауг у марафоні, назавжди залишаться у світовій історії лижних перегонів.
Незважаючи на значні успіхи на чемпіонатах світу та Олімпійських іграх, лише цього року Йогауг здобула першу особисту перемогу на етапах Кубка світу. Сталося це у вкороченому скіатлоні у Лахті 12 березня.
На заключній міні-багатоденці у Фалуні Тереза була третьою.
У підсумковій таблиці результатів сезону лижниця зупинилася на 4-му місці з 1173 очками.

## Сезон 2011/12
Цей сезон став для Йогауг ще кращим, ніж попередній. У 2012 році норвежка забралася до трійки найкращих лижниць у загальному заліку Кубка світу.
Тереза почала з перемоги в Шушеені в естафеті та сьомого місця у 10-кілометровій гонці вільним стилем там же. На міні-багатоденці у Куусамо посіла друге місце.
Провела хороший «Тур де Скі», де показала, що рівних у гонці в гору їй немає, і посіла підсумкове третє місце, пропустивши вперед Юстину Ковальчик та Маріт Бьорген.
На наступних етапах також стабільно потрапляла на подіум, а свою другу перемогу в особистих перегонах у Кубку світу здобула в скіатлоні в Рибінську, обійшовши суперниць на останньому підйомі і вирвавшись уперед. Її перевага над Юстиною Ковальчик у тій гонці склала близько 30 секунд.
Перемоги продовжились. В аналогічному скіатлоні у Лахті Йогауг знову стала першою. На заключній міні-багатоденці у Фалуні була четвертою. Крім Кубка світу цього сезону у Терези в активі дві срібні та золота медаль з Чемпіонату Норвегії.
У підсумковій таблиці результатів сезону лижниця зупинилася на 3 місці з 1787 очками.

## Сезон 2012/13
Сезон 2012/2013 став для Терези непростим через те, що кілька етапів і «Тур де Скі» пропускала її подруга за командою Маріт Бьорген через хворобу.
Йогауг ударно почала сезон. З двох перемог на передсезонних перегонах у Бейтостолені та з перемоги та другого місця на відкриття Кубка світу в Єлліварі. У Кусамо трохи зменшила і стала лише четвертою.
Етапи до «Тур де Скі» лижниця пропускала, віддавши перевагу високогірним тренуванням до майбутнього чемпіонату світу у Валь-ді-Ф'єммі. «Тур» також вийшов непростим, але друге підсумкове місце і блискуча коронна гонка в гору, в якій лижниця відіграла 1 хвилину 41 секунду у Ковальчик, скрасили попередні результати.
На етапах Кубка світу, що передували чемпіонату світу, Тереза здобула ще одну перемогу в особистих перегонах на 10 кілометрів, після чого стала беззаперечним фаворитом у такій же гонці у Валь-ді-Фієммі.
З Чемпіонату світу забрала чотири медалі, дві з яких золоті (естафета та гонка на 10 кілометрів), одна срібна (скіатлон) та одна бронзова (класичний марафон). Отримуючи у кожній гонці, у якій брала участь, з медалі показала найбільшу ефективність серед інших лижниць.
Ще однією зоряною годиною для лижниці став 30-кілометровий марафон в Осло, де у своєму стилі дворічної давності вона фінішувала з відривом за 50 секунд від найближчої переслідувачки. Також Йогауг отримала «Медаль Холменколлена» з рук самого короля Норвегії Харальда V за видатні досягнення в галузі лижного спорту.
У підсумковій таблиці результатів сезону лижниця зупинилася на другому місці із 1507 очками.

## Сезон 2013/14 та зимові Олімпійські ігри уСочі
У сезоні 2013/14 Тереза здобула перемогу в Тур де Скі, правда у відсутності Юстини Ковальчик та Маріт Бйорген, яка брала участь лише у перших стартах Туру. Тереза стала першою норвезькою лижницею, яка здобула перемогу в Тур де Скі. Цей успіх багато в чому визначив і першу перемогу Йогауг у загальному заліку Кубка світу та дистанційних видах, де вона набрала 1545 та 750 очок відповідно. Проте доля Великого кришталевого глобусу вирішувалася на останніх стартах у Фалуні, де Бьорген була дуже близька до перемоги в загальному заліку, але Терезі все ж таки вдалося утримати жовту майку, здобувши дві поспіль перемоги в скіатлоні та гонці переслідування вільним стилем на 10 км.
Однак успіх у Тур де Скі позначився на результатах її виступів на Олімпіаді в Сочі, де вона залишилася без золота, завоювавши срібну медаль у мас-старті вільним стилем на 30 км і бронзу на дистанції 10 км з роздільним стартом.

## Сезон 2014/2015
На головному старті сезону чемпіонаті світу у Фалуні Тереза стала головною героїнею, вигравши 3 золоті медалі у скіатоні, гонці на 30 км класичним стилем та естафеті, довівши тим самим кількість своїх перемог на чемпіонатах світу до 7.

## Сезон 2022 року
На XXIV зимових Олімпійських іграх у лютому 2022 року в Пекіні Тереза на дистанції жіночого скіатлону виборола золоту медаль олімпійських ігор, випередивши другого призера Наталію Непряєву на 30,2 секунди.

## Йогауг та спринтерські види
Слабким місцем Терези Йогауг у лижних перегонах є спринтерські види. Показавши себе спочатку хорошою дистанційницею з феноменальною витривалістю, Йогауг раз-по-раз «провалює» спринти. Це одна з проблем лижниці у багатоденках, через яку вона найчастіше відкочується на багато позицій. У більшості випадків вона не проходить навіть кваліфікацію і не потрапляє до тридцятки кращих, яка дає право змагатися в наступних стадіях спринтерських забігів.
За повідомленнями самої лижниці, у міжсезоння 2012 вона звертала особливу увагу на спринт.
Найкраще місце у спринті класичним стилем на Кубку світу у Йогауг 20-ті, 21 січня 2012 року в естонському Отепі. На етапах багатоденок — 8-е, 25 листопада 2011 року у фінському Куусамо.
На великих міжнародних змаганнях лижниця у спринтах не бере участі.

## «Королева Гори»
Король і Королева гори — це неофіційне звання отримують лижник і лижниця, які показали найкращий час у гонці на 9 кілометрів у Альпе де Черміс (Італія). Тереза Йогауг — єдина у світі восьмиразова переможниця цієї гонки за «чистим» часом проходження дистанції. Їй належить рекорд траси: 32:16.4 хвилин у 2015 році.
| Рік  | Учасник             | Країна   | Час     |
| ---- | ------------------- | -------- | ------- |
| 2007 | Катержина Нойманова | Чехія    | 34:24.5 |
| 2008 | Валентина Шевченка  | Україна  | 34:06.2 |
| 2009 | Тереза Йогауг       | Норвегія | 35:07.7 |
| 2010 | Крістін Стейра      | Норвегія | 35:49.8 |
| 2011 | Тереза Йогауг       | Норвегія | 33:14.4 |
| 2012 | Тереза Йогауг       | Норвегія | 34:17.7 |
| 2013 | Тереза Йогауг       | Норвегія | 34:12.4 |
| 2014 | Тереза Йогауг       | Норвегія | 34:19.8 |
| 2015 | Тересе Югеуг        | Норвегія | 32:16.4 |
| 2016 | Тереза Йогауг       | Норвегія | 33:14.8 |
| 2019 | Тереза Йогауг       | Норвегія | 34:21.6 |

## Допінг
У вересні 2016-го Йогауг здала позитивну пробу на анаболічний стероїд клостебол. Йогауг розповідала, що речовина була в мазі, якою вона з 4 по 15 вересня лікувала обпалені сонцем губи. Правдоподібність такого пояснення широко обговорювалася й ставилася під сумнів. Мазь, яку вона за її словами використовувала, називалася «Трофодермін». Вона містить клостебол. Зазвичай, на упаковці написано великими червоними буквами «Doping» Йогауг твердила, що мазь їй дав лікар команди Фредрік С. Бендіксен. Бендіксен говорив, що він, мовляв, не помітив, що мазь містить заборонену речовину. Він подав у відставку з посади лікаря команди, але залишається тісно зв'язаним з елітним норвезьким лижним спортом. Раніше Бендіксен працював в медичній компанії, що виготовляла речовину, про яку йдеться.
Концентрація клостеболу у крові спортсменки узгоджується з поясненням про використання мазі для губ. Вона також узгоджується з використанням великих доз клостеболу упродовж тижнів до проби. Позитивну пробу Йогауг здала після чотирьох місяців без тестування.
19 жовтня антидопінгова агенція Норвегії відсторонила Йогауг від змагань на два місяці, поки справу розслідували. Пізніше НОК Норвегії відсторонив її від змагань на 13 місяців. Ця дискваліфікація повинна була закінчитися перед Олімпіадою 2018 року, але в березні 2017-го Міжнародна федерація лижних видів спорту подала апеляцію, аргументуючи тим, що термін дискваліфікації був на нижній межі й не відображав того, що спортсменка не помітила друкованого попередження про допінг. 22 серпня 2017 року Спортивний арбітражний суд оголосив рішення, за яким Йогауг відсторонювалася від змагань на 18 місяців, починаючи з жовтня 2016 року. Як наслідок дискваліфікація не дозволила Йогауг взяти участь в Пхьончханській олімпіаді.

## Сім'я
Батьки: мати Гру та батько Турвальд. Тереза — друга дитина в сім'ї з чотирьох. У неї є старший брат Йоаким, а також молодший Карстейн, названий на честь дідуся, поряд із сестрою займається лижними перегонами (нар. 1992), і сестра Вероніка.

## Кар'єра моделі та дизайнера одягу
Крім лижних гонок Йогауг займається дизайном спортивного одягу власної лінії «Johaug», знімається у фотосесіях для глянсових журналів, займається благодійністю та вивчає економіку у Тронхеймській школі бізнесу. Тереза є обличчям компанії Schwartzkopf у лінії засобів догляду за волоссям «GLISS».
Йогауг затребувана серед модельєрів та дизайнерів одягу, часто знімається у фотосесіях для модних журналів. Вона з'являлася в таких виданнях як EGER, Donald, Løv, .no та ін. Постійна учасниця у презентації одягу Dale, який є офіційним одягом норвезької збірної на Чемпіонатах світу та інших змаганнях.
З 2012 року займається розробкою власної лінії одягу під торговою маркою Johaug. У жовтні 2013 року планується запуск персонального інтернет-магазину.

## Найпопулярніша жінка Норвегії
За даними опитувань деяких норвезьких ЗМІ Йогауг є найпопулярнішою лижницею та жінкою Норвегії поряд із Маріт Бйорген. У деяких виданнях наводяться відомості, що вона популярніша за уславленого лижника Петтера Нортуга.